# 布拉韋河
布拉韋河（法語：Blavet，法語發音：[blavɛ]）是法國的河流，位於該國西部布列塔尼半岛，河道全長149公里，發源自布列塔尼半島中部，最終在洛里昂附近注入大西洋。

## 外部連結
- http://www.geoportail.fr （页面存档备份，存于）
- Sandre数据库中的布拉韋河
- NoorderSoft Waterways Database （页面存档备份，存于）